# SMPTE 292M
 (avril 2023).
Si vous disposez d'ouvrages ou d'articles de référence ou si vous connaissez des sites web de qualité traitant du thème abordé ici, merci de compléter l'article en donnant les références utiles à sa vérifiabilité et en les liant à la section « Notes et références ».
SMPTE 292M est un standard publié par la SMPTE qui étend la norme SMPTE 259M pour autoriser des débits de 1.485 et de 1.485/1.001 Gbit/s. Ces débits sont suffisants pour la vidéo Haute Définition.
Ce standard fait partie d'une famille de standards qui définit une interface numérique en série (utilisant le câble coaxial comme lien physique) destiné au transport de la vidéo (et de l'audio) non compressés. Cette interface est couramment appelée SDI (Serial Digital Interface) ou HD-SDI.